# Francisco Arrúa
Francisco Arrúa (Formosa, 25 de mayo de 1939-Corrientes, 28 de marzo de 2000) fue un militar, escritor y político argentino.Fue uno de los últimos militares  representantes de la ideología nacionalista católica argentina.
Primeros Años
Nació en Formosa siendo el primer argentino de una familia de origen paraguayo, huérfano de padre y madre llevó el apellido de su abuela materna. Cuando tenía seis años su abuela  falleció  por lo que fue criado por distintos familiares. A los ocho años conoció al sacerdote salesiano José María Ortuondo quien influiría mucho en su formación católica. Realizó sus estudios primarios en la escuela pública N°1 de Formosa y el secundario en el colegio Nacional de la misma ciudad. A los 14 años fundó la Juventud Secundaria Católica en oposición a la Juventud Secundaria Peronista por lo que fue expulsado del colegio y  debió salir de la ciudad trasladándose a Orán , provincia de Salta donde vivió  los dos años siguientes.

## Carrera militar
A los dieciséis años ingresó a la escuela de oficiales de Gendarmería Nacional Argentina, egresando tres años después como oficial con el grado de subalférez siendo el segundo promedio de la promoción de más de cien oficiales.  Luego sus destinos fueron San Juan, Córdoba, donde fue docente de la escuela de suboficiales de la fuerza, luego San Ignacio Misiones, lugar donde residía cuando ocurrieron los enfrentamientos entre  las facciones militares Azules y Colorados, lo que le valió un breve periodo preso en dependencias de  la propia institución, luego fue trasladado a  Buenos Aires donde en 1970 con la jerarquía de segundo comandante realizó el curso de Estado Mayor obteniendo el promedio más alto de su promoción, en años siguientes realizó el curso de operaciones de la DEA de EEUU, y el de la Escuela Nacional de Inteligencia.
En ese periodo también estudió la carrera de Abogacía en la recién creada Universidad Nacional de Lomas de Zamora sin llegar a graduarse debido a que fue trasladado.

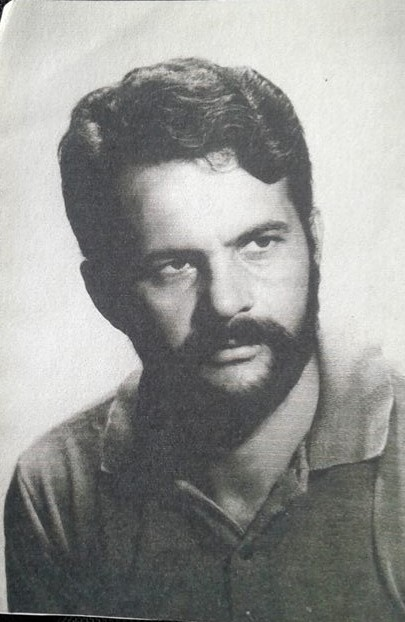
Arrúa en 1970

En 1974 fue destinado a la ciudad de Curuzú Cuatiá provincia de Corrientes y en 1976 ya como comandante jefe de la sección independiente de gendarmería de esta ciudad.
Luego del golpe de Estado del 24 de marzo fue designado interventor de la Secretaría de Comercio de la provincia paralelamente a ejercer la jefatura de sección. En los años siguientes tuvo una activa participación en la lucha contra grupos subversivos no obstante nunca recibió acusaciones ni denuncias  de violación a los derechos humanos según quedó manifestado por los propios detenidos en los juicios a militares realizados años después.
Entre los detenidos que estuvieron en su jefatura se encontraban el exgobernador Julio Romero y el futuro senador Jorge Barrionuevo además de dirigentes sociales y sindicales.(3)
En 1979 fue trasladado a Buenos Aires como secretario del General Gustavo Ripoll Navone, a fines de ese año el vehículo oficial en el que se trasladaban Arrúa y Ripoll además del chofer recibió un impacto por parte de otro automóvil que inicialmente fue considerado un atentado del ERP, falleciendo el general Ripoll Navone y en principio los medios de prensa dieron por muerto también Arrúa, sin embargo sobrevivió al incidente.

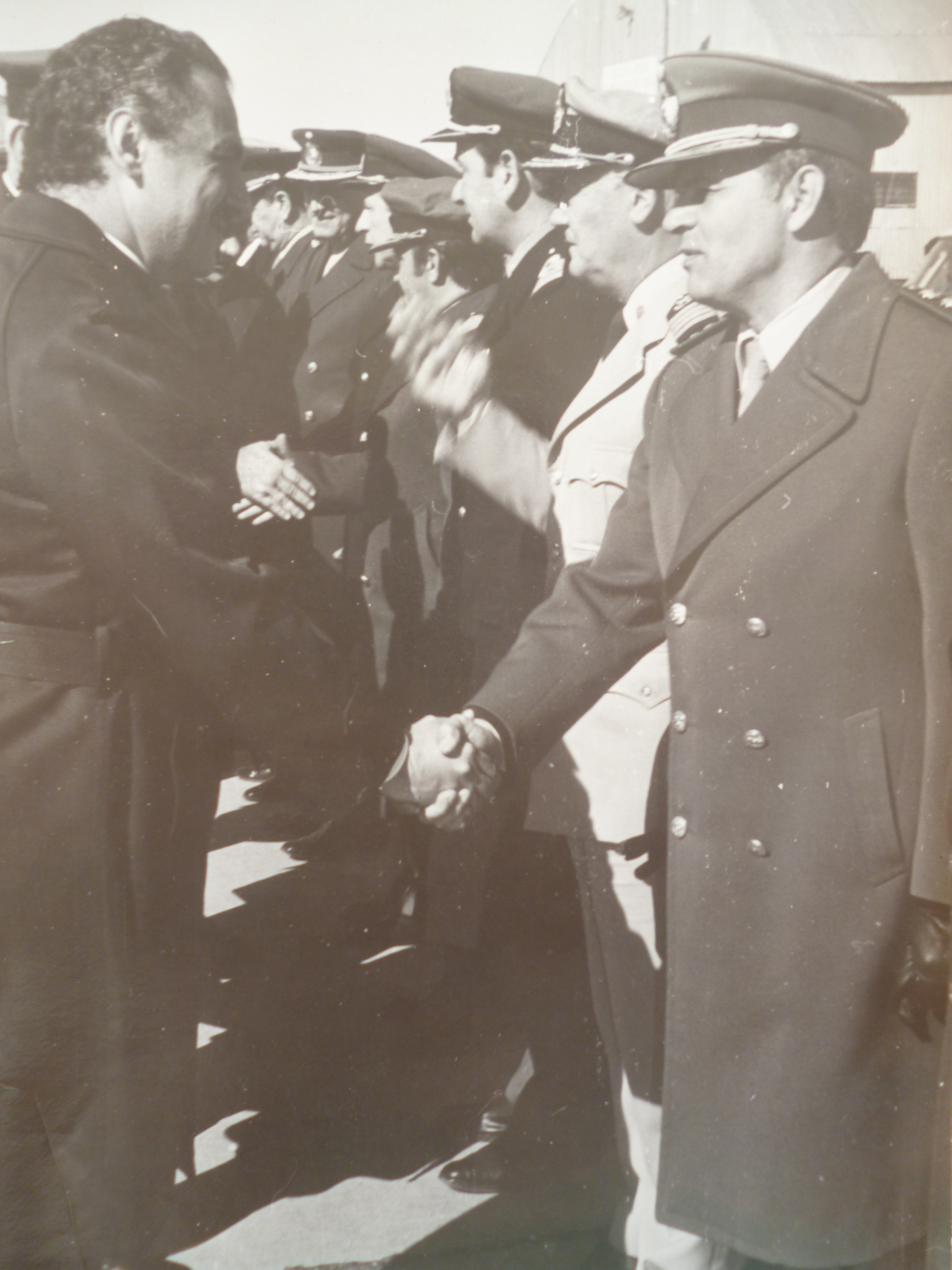
El Comandante Mayor Arrúa saludando al ministro de Defensa argentino Horacio Jaunarena 1987

En 1980 asciende a la jerarquía de Comandante Principal a la temprana edad de 40 años y asume el mando del escuadrón número 20 en la ciudad de Orán, Salta en la frontera con Bolivia.
Operación “Hombre en La Habana”.
Fue una operación de inteligencia ordenada por Arrúa en la cual un cabo del escuadrón 20 se introdujo en una organización narco de Bolivia utilizando una identidad falsa como Daniel Giménez, durante dos años residió en ese país ganándose la confianza de integrantes del grupo criminal y enviando información al escuadrón de manera clandestina que permitió realizar numerosas detenciones  de traficantes en Argentina. Finalmente en los últimos meses de 1981 su identidad fue descubierta por los bolivianos pero logró salvar su vida cruzando precipitadamente la frontera.  En los meses siguientes murieron en enfrentamientos con narcos el alférez Julián Kruzelnicki, el cabo primero Juan Sarapura, y los gendarmes Isidoro Villanueva y Rubén Gandarilla todos del mismo escuadrón 20, Orán.
“la operación no era oficial, se hacía por iniciativa, cuenta y riesgo del jefe de escuadrón, el designado debía aceptar voluntariamente sabiendo que no tendría protección jurídica ni de ningún tipo, quedaba librado a si mismo”(libro Sin Llegar a las Aguas del Río, pagina 62)
En ese mismo periodo realizó la fundación y construcción de la colonia wichi “San Ignacio de la Buena Fé” hoy desaparecida.
En 1982 asume como segundo jefe de la Agrupación Formosa
En 1984 asume como jefe de operaciones de la Región 2 de Gendarmería que abarca toda la zona litoral y nordeste del país, a fines de ese año asciende a la jerarquía de  Comandante Mayor siendo uno de los oficiales superiores más jóvenes de la historia de la institución.
En 1985 asume como jefe de la agrupación sur que en ese entonces abarcaba las provincias de Santa Cruz, Tierra del Fuego , Antártida e islas del Atlántico Sur, en sus tres año a cargo de esta gran unidad destacó su participación en la fundación del pueblo de El Chaltén, su defensa de la soberanía nacional en los campos de Hielos Continentales y Lago del Desierto donde años antes se había producido un combate entre fuerzas chilenas y la Gendarmería Argentina, como así también dirigió las investigaciones sobre los hechos de corrupción de la mega causa Koner-Salgado que involucraba a empresarios y funcionarios nacionales.(4)
En 1986 publica el libro “Sin Llegar a las Aguas del Río” donde relata los acontecimientos vividos como jefe del escuadrón 20 de Orán.
En 1988 es trasladado a la ciudad de Rosario y designado  segundo jefe de la Región II de Gendarmería.
En este lapso se produjeron una serie de  alzamientos carapintadas donde militares del Ejército, Armada, Fuerza Aérea y Prefectura se sublevaron frente al gobierno nacional siendo Gendarmería la única fuerza que permaneció sujeta al poder constitucional. Rechazando Arrúa plegarse a estos alzamientos. Negándose también a reprimir civiles durante el conflictivo final del gobierno de Raúl Alfonsín.
No obstante esto al ser quien dirigió las investigaciones que involucraban a integrantes del gobierno a fines de 1988 cuando siendo el primero en jerarquía y orden para ascender a General el poder ejecutivo suspende su ascenso pidiendo Arrúa su pase a retiro que se le otorga inmediatamente.
En 1989 publica el libro “La Isla, Los Buitres y Juan de la Tierra” donde relata los sucesos e investigaciones que dirigió siendo jefe de la agrupación sur.
Desde 1987 en adelante escribió docenas de artículos periodísticos publicados en muchos diarios del interior del país, usando distintos seudónimos y utilizando principalmente como medio de difusión la agencia APE “Agencia de Prensa Especializada”
Vida Después del Retiro Militar
Con la llegada de Carlos Menem a la presidencia de la Nación asume como Director nacional de Desarrollo en el Ministerio de Defensa de la Nación ocupándose principalmente de fomentar el crecimiento de las áreas de fronteras principalmente en la Patagonia. En mayo de 1991 luego de un enfrentamiento mediático con el canciller Guido Di Tella que pretendía entregar la zona de Lago del Desierto a Chile renuncia a su cargo retirándose a la vida privada y radicándose en la ciudad de Goya en el interior de Corrientes.
A lo largo de 32 años ocupando cargos públicos nunca recibió ninguna denuncia de corrupción ni de violación de DDHH
Como había renunciado a toda jubilación de privilegio por haber sido funcionario nacional vivió sus últimos años de la venta de verduras y hortalizas que el mismo producía en la zona rural.
En 1994 se afilio y militó brevemente en el partido Demócrata Cristiano  
En 1996 publica el libro "Ya Nadie Volverá a Morir", una novela con fuerte crítica social hacia el gobierno de Carlos Menem.
En 1998 empezó a trabajar ad-honoren para la fundación Aldea, representante en Argentina del banco Grameen, cuyo fin era el otorgamiento de microcréditos  sin exigencia de garantía a las personas de más bajos recursos de la población. Debido a su trabajo social en 1999 fue invitado por el economista, premio Nobel y futuro presidente de Bangladés Muhammad Yunus a representar a la Argentina en el congreso mundial del Banco Grameen al que Arrúa asistió financiado por la propia entidad en Dakka capital de Bangladésh.
Muerte
Falleció de un infarto de miocardio el 28 de marzo de 2000 en la ciudad de Goya, al día siguiente su cuerpo fue trasladado a Corrientes donde fue sepultado. Recibió honores militares de protocolo y su ataúd fue cubierto con la bandera argentina. A su entierro asistieron personas de siete provincias dándose el caso casi único de que estuvieron presentes personajes tan dispares como  exmilitares, exintegrantes de organizaciones guerrilleras como Montoneros, o el banquero libanés Elias Farah.

## Obras
- Sin llegar a las aguas del río, 1989.(1)
- La isla, los buitres y Juan Delatierra, 1989.
- Ya nadie volverá a morir, 1996.(2)

## Homenajes y reconocimientos
- En 1981 es condecorado por el gobierno de Bolivia con medalla "Fortín Campero" en el grado de "Caballero" por su apoyo en ocasión de un desastre natural que afectara al sur de Bolivia.
- En su honor en El Chaltén, provincia de Santa Cruz, Argentina, existe una calle conocida como Cmte. Arrúa.